# Libelloides coccajus
Ascalaphe soufré
Pour les articles homonymes, voir Ascalaphe.
Espèce
Libelloides coccajus, l’ascalaphe soufré, est une espèce d'insectes névroptères de la famille des ascalaphidés (Ascalaphidae).

## Description

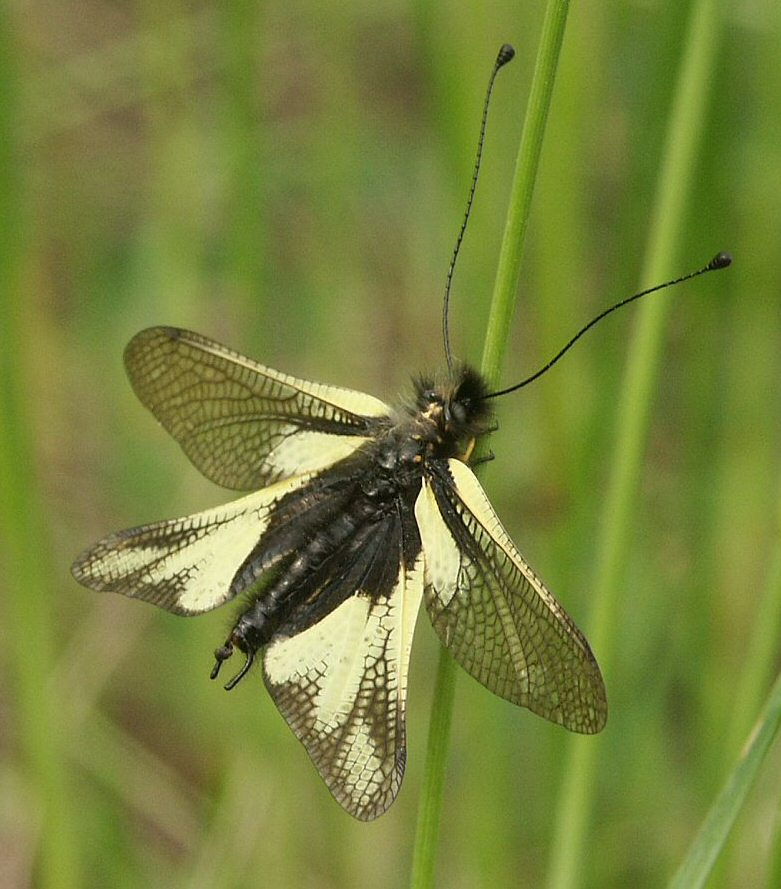
Libelloides coccajus.

Libelloides coccajus se distingue de Libelloides longicornis (l'ascalaphe commun) par la zone noire basale de l'aile postérieure qui atteint l'angle anal.

## Biologie
L'ascalaphe soufré fréquente les bois secs et les prairies (voisines d'arbres), les imagos volent d'avril à juillet.

## Galerie

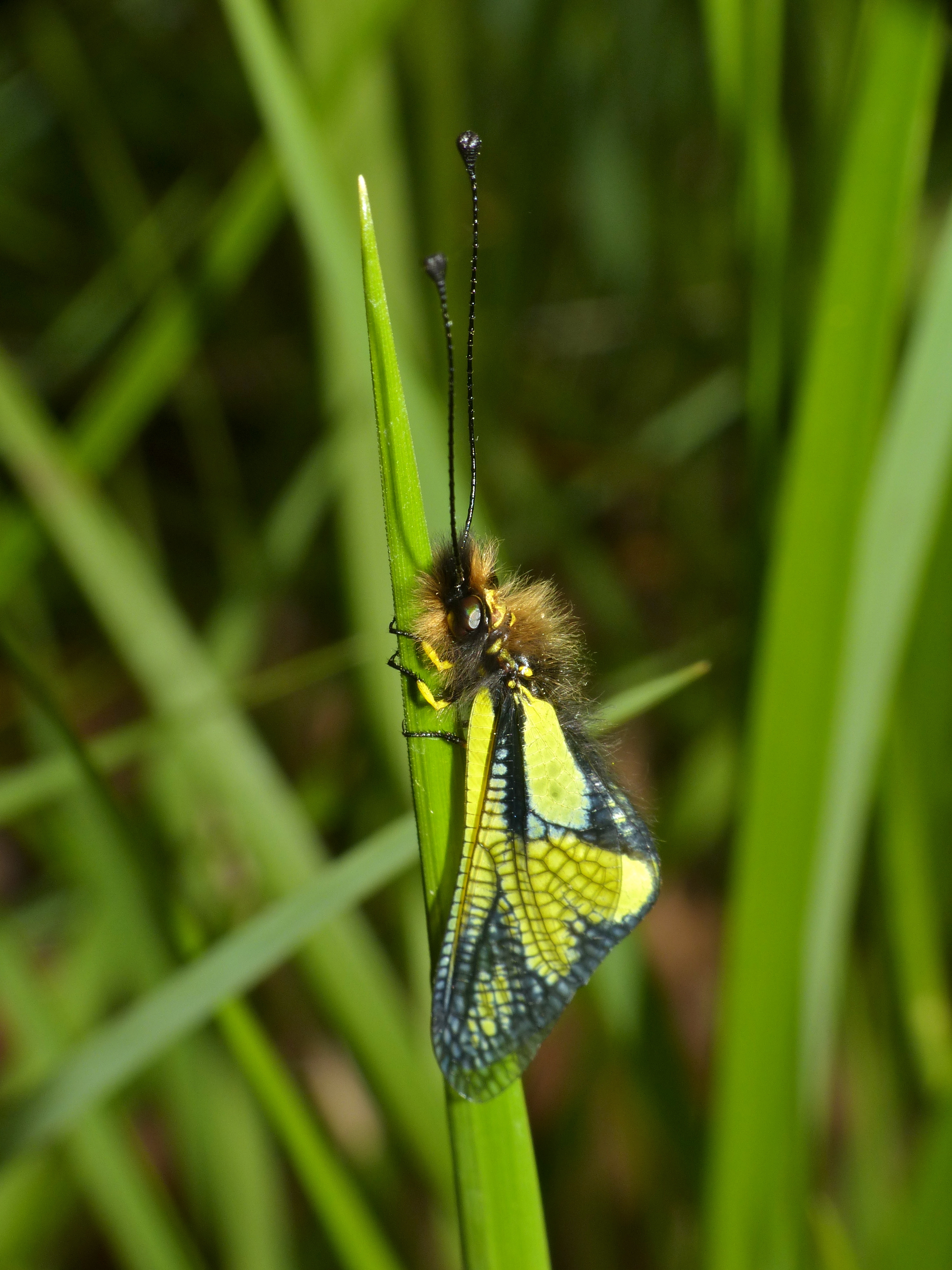
Mâle
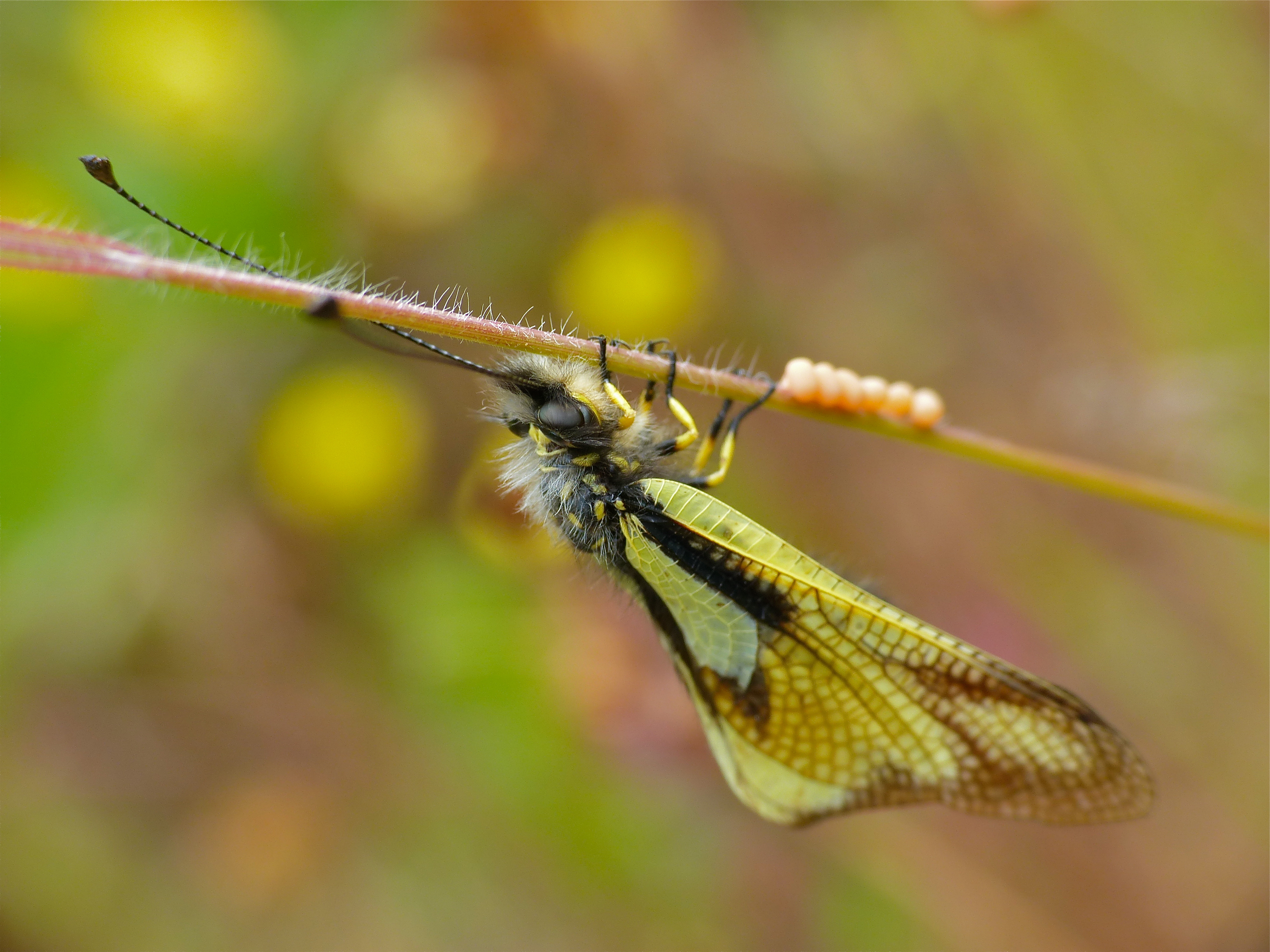
Femelle avec ses œufs
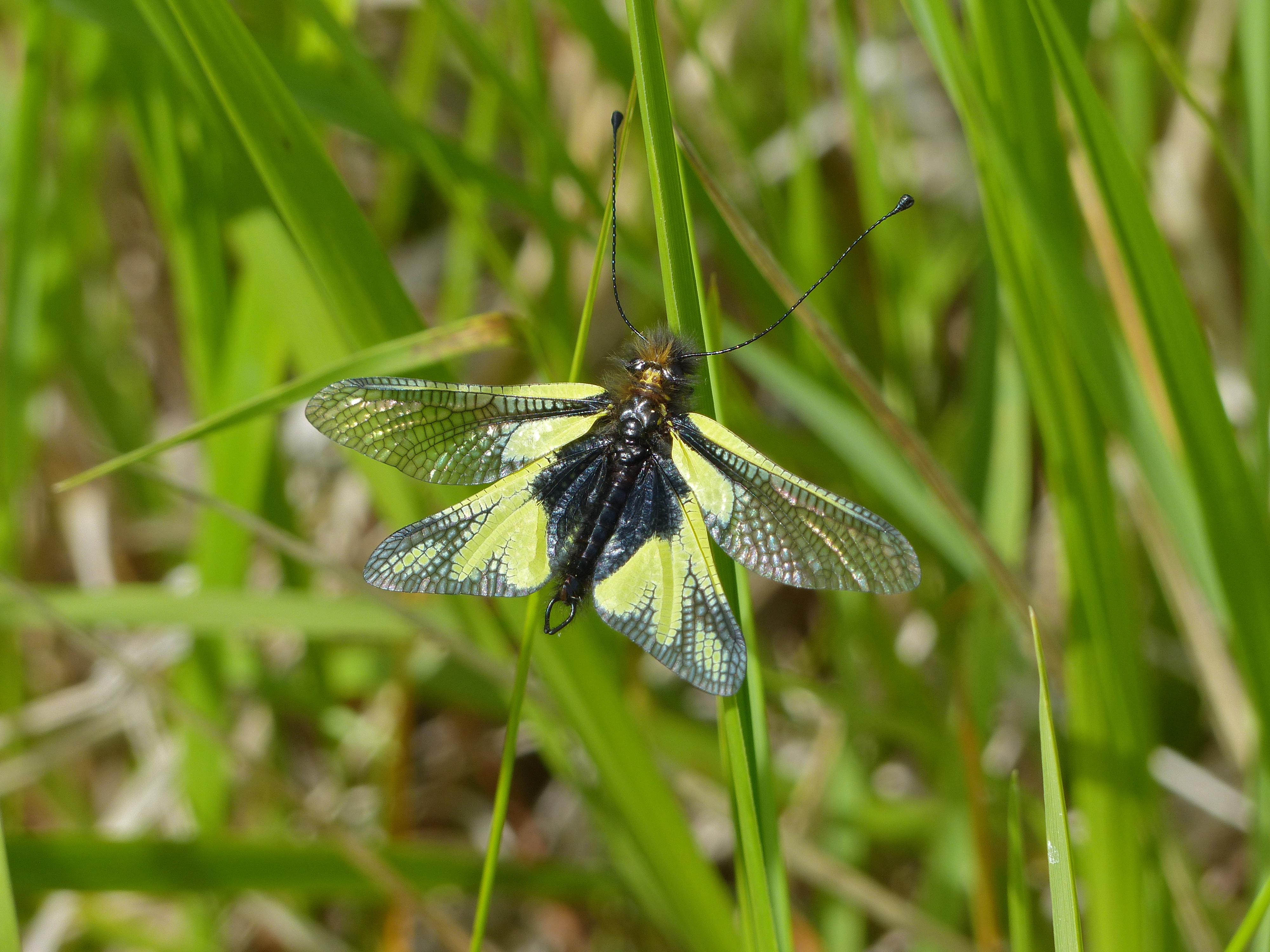
Mâle
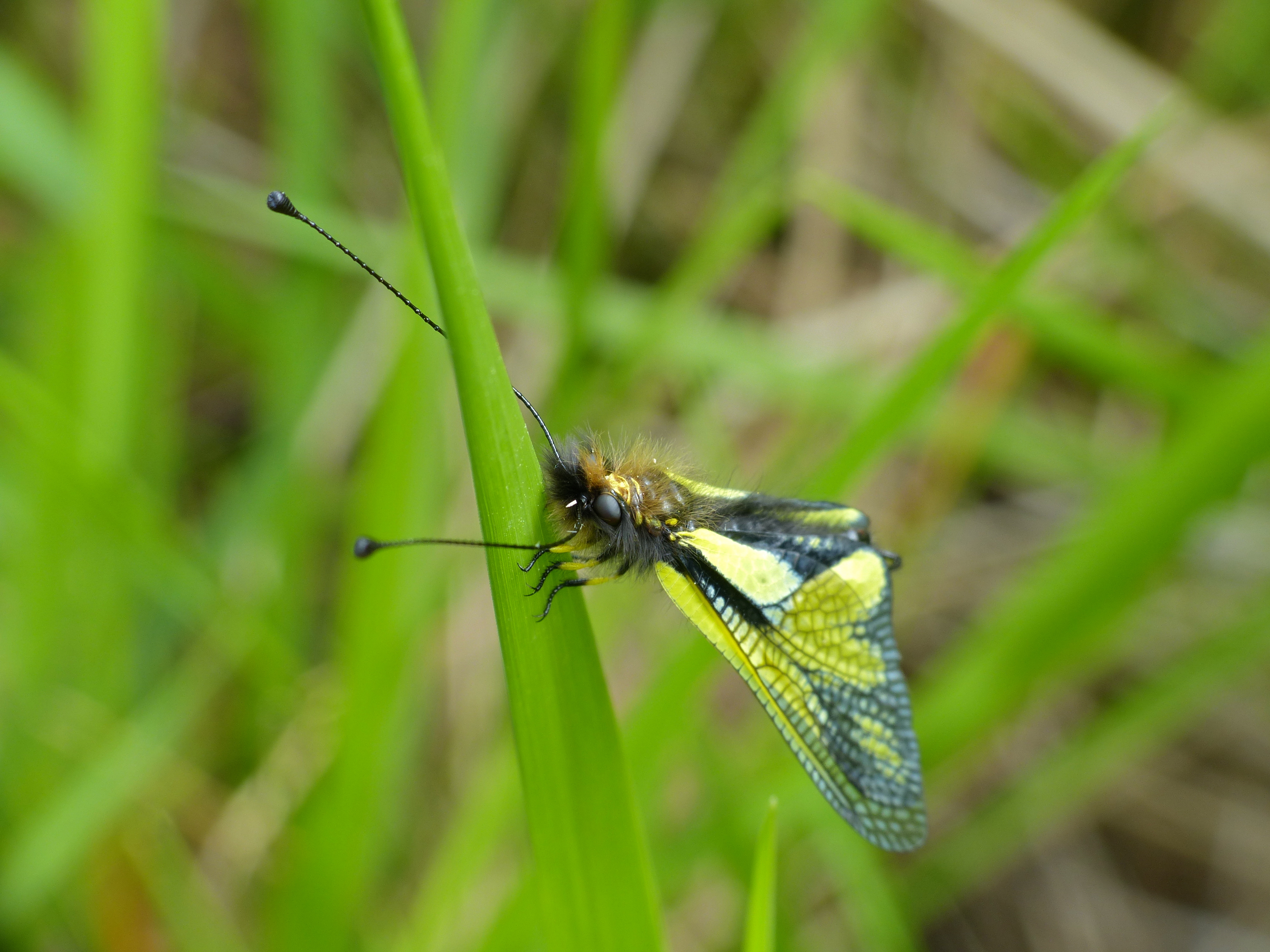
Mâle